# 大宮御所
大宮御所（おおみやごしょ）とは、皇太后・太皇太后（崩御した天皇の皇后）の御所（女院御所）を指す。なお上皇（退位した天皇）が存命中の場合は、その御所を仙洞御所と言う。

## 概要（主に現代）

### 京都大宮御所
東京に造営された大宮御所に対し、京都大宮御所と呼ばれることもある。
現在の大宮御所の原型は、後水尾天皇が中宮東福門院のために造営した女院御所を始まりとし、1854年（嘉永7年/安政元年）の焼失後、孝明天皇が英照皇太后のために再建するが、1872年（明治5年）に皇太后の東京への遷御に伴い廃された。
1867年（慶応3年）以降は仙洞御所との塀を取り払い、敷地と庭園を大宮御所に組み入れた。その後、京都御所の一部として御常御殿のみを残す形で整備され、大正時代にはガラス窓の使用や洋室への改装など、現代の生活様式に合致するように改築がなされた。現在は天皇、皇后、皇太子、および皇太子妃の行幸啓の際の宿泊に使用されている。かつては京都を訪問する国賓の宿泊施設としても使用されたが、2005年（平成17年）4月の京都迎賓館の完成にともない、国賓の京都での宿泊施設としての役割は終えた。
大宮御所と仙洞御所には、小堀遠州の作庭による池泉回遊式庭園がある。それぞれの池がいまは北池、南池として連結されるなど一体として改修されている。仙洞御所のあった敷地は、庭園の中に醒花亭、又新亭といった茶室や社や氷室がある。
2013年（平成25年）、宿泊に用いる御殿棟について震度6強の地震での倒壊可能性が判明したため、耐震工事が行われた。同年6月の天皇皇后京都訪問に際しては、行在所は京都迎賓館で代替された。

### 吹上大宮御所
昭和期
1930年（昭和5年）、昭和天皇が皇太后節子（貞明皇后）のために赤坂御用地に造営した御所が「大宮御所」と称された。
1945年（昭和20年）2月25日の空襲により大宮御所で4人が戦死。また、同年3月10日の東京大空襲によって焼失し、1946年（昭和21年）に再建されたが、1951年（昭和26年）5月17日の皇太后節子（貞明皇后）崩御により廃された。
平成期
1989年（昭和64年）1月7日、昭和天皇崩御後、引き続き良子皇太后が居住した吹上御所を、「吹上大宮御所」と改めた。後に天皇明仁の御所が皇居内に造営、1993年（平成5年）12月8日に登録されて以降、天皇の御所を「新吹上御所」と称し、皇太后の大宮御所と区別したこともある。
2000年（平成12年）6月16日に皇太后が崩御したことで吹上大宮御所は居住者が不在となり、公式に存在していない状況である（建物自体は残っており、宮内庁が維持管理している）。